# Braćeni
Braćeni este un sat din comuna Bar, Muntenegru. Conform datelor de la recensământul din 2003, localitatea are 19 locuitori (la recensământul din 1991 erau 22 de locuitori).

## Demografie
În satul Braćeni locuiesc 14 persoane adulte, iar vârsta medie a populației este de 43,2 de ani (45,3 la bărbați și 41,4 la femei). În localitate sunt 6 gospodării, iar numărul mediu de membri în gospodărie este de 3,17.
Populația localității este foarte eterogenă.
|  |

| Demografie | Demografie | Demografie |
| An         | Locuitori  | Locuitori  |
| ---------- | ---------- | ---------- |
|            |            |            |
|            |            |            |
|            |            |            |
|            |            |            |
| 1948       | 38         |            |
| 1953       | 36         |            |
| 1961       | 66         |            |
| 1971       | 55         |            |
| 1981       | 31         |            |
| 1991       | 22         | 22         |
| 2003       | 19         | 19         |

| \| Componența etnică conform recensământului din 2003[2] \| Componența etnică conform recensământului din 2003[2] \| Componența etnică conform recensământului din 2003[2] \| Componența etnică conform recensământului din 2003[2] \| Componența etnică conform recensământului din 2003[2] \| \| ----------------------------------------------------- \| ----------------------------------------------------- \| ----------------------------------------------------- \| ----------------------------------------------------- \| ----------------------------------------------------- \| \| \| \| \| \| \| \| Sârbi \| Sârbi \| \| 11 \| 57,89% \| \| Muntenegreni \| Muntenegreni \| \| 8 \| 42,1% \| \| necunoscută \| necunoscută \| \| 0 \| 0% \| |              |  |    |        |
| Componența etnică conform recensământului din 2003 |              |  |    |        |
| |              |  |    |        |
| Sârbi | Sârbi        |  | 11 | 57,89% |
| Muntenegreni | Muntenegreni |  | 8  | 42,1%  |
| necunoscută | necunoscută  |  | 0  | 0%     |